# Wang Yimei
Wang Yimei (chiń. 王一梅, Wáng Yīméi; ur. 11 stycznia 1988 w Dalianie) – chińska siatkarka, reprezentantka kraju. Od sezonu 2015/2016 występuje w drużynie Liaoning Brilliance Auto.

## Sukcesy klubowe
Mistrzostwo Chin:
- 2006
- 2007
- 2004

Mistrzostwo Turcji:
- 2014

## Sukcesy reprezentacyjne
Mistrzostwa Azji Kadetek:
- 2003

Mistrzostwa Świata Juniorek:
- 2003

Volley Masters Montreux:
- 2007, 2010
- 2005, 2006, 2008
- 2009, 2011

Grand Prix:
- 2013
- 2005

Mistrzostwa Azji:
- 2005, 2011
- 2007, 2009

Puchar Wielkich Mistrzyń:
- 2005

Igrzyska Azjatyckie:
- 2006, 2010

Puchar Azji:
- 2008, 2010
- 2012

Igrzyska Olimpijskie:
- 2008

Puchar Świata:
- 2011

## Nagrody indywidualne
- 2003: MVP Mistrzostw Azji Kadetek
- 2007: Najlepsza serwująca chińskiej ligi w sezonie 2006/2007
- 2008: MVP i najlepsza punktująca turnieju Volley Masters Montreux
- 2008: Najlepsza atakująca Pucharu Azji
- 2010: Najlepsza serwująca Grand Prix
- 2010: MVP Pucharu Azji
- 2011: MVP Mistrzostwa Azji
- 2012: Najlepsza serwująca chińskiej ligi w sezonie 2011/2012